# Caçarema
A caçarema (Azteca chartifex) é uma formiga pardacenta que apresenta a parte superior mais escura e o abdome amarelado. No estado brasileiro da Bahia, é frequentemente encontrada sobre o cacaueiro, onde constrói ninhos semelhantes aos cupinzeiros arbóreos. Também é conhecida pelos nomes de formiga-asteca e tapina.